# 拉卡
拉卡（庫德語：Řeqe，阿拉伯語：الرقة）是叙利亚北部城市，拉卡省省会，地处阿勒颇东部160公里处的幼发拉底河畔。拉卡曾經被伊斯蘭國佔領並作為其行政中心和軍事指揮據點之一。2017年10月17日，叙利亚民主力量下属武装当天完全收复了极端组织“伊斯兰国”在叙利亚的大本营拉卡。

## 历史
拉卡历史悠久，亚历山大大帝渡过幼发拉底河时始建，当时称为「尼刻福里翁」。
古罗马时期，拉卡被称为“卡利尼庫姆”（Callinicum）。该城一度是伊比利亞戰爭中抵御薩珊波斯的军事要塞，同时也是一个重要的贸易中心。639年，该地为穆斯林征服。阿巴斯王朝哈伦·拉希德在位时期，拉卡一度成为阿巴斯王朝的第二个首都。

## 近况
现在的拉卡拥有众多古迹，为著名的旅游胜地。
2013年3月上旬，自由叙利亚军在经长期的战斗后，占领了拉卡，这是叙利亚内战中，反对派占领的首座省会城市。恐怖組織伊斯蘭國後來奪取了拉卡的控制權，並宣布為伊斯蘭國首都，并毁坏了这个城市的什叶派清真寺和基督教教堂，其后，约17个叙利亚人成立了“拉卡正無聲地被屠宰”组织，成为伊斯兰国控制地区内独立而可靠的少数消息来源之一。
2014年12月24日，約旦皇家空軍的飛行員米那·薩菲·優素福·卡薩斯貝在飛行他的F-16戰隼戰鬥機時，不幸墜毀於該地區，跳傘後被俘虜，2015年1月3日，被伊斯蘭國以汽油活活燒死。
2017年10月15日，据路透社的消息，在当地部族长老的斡旋下，为尽量减少作战带来的平民死伤，“民主军”与“伊斯兰国”达成协议，允许极端武装人员在15日总攻来临前撤离。该报还称已撤走的“伊斯兰国”成员有可能奔赴该组织位于叙利亚东部的一些残存控制区。他们乘车撤离时掳走了数百名平民，将后者作为“人盾”。
2017年10月17日，由库尔德武装主导的“叙利亚民主军”发言人西洛声称该武装当天完全夺取了拉卡，此前拉卡一直被作为“伊斯兰国”在叙利亚的大本营。

## 图片

Ar-Raqqah
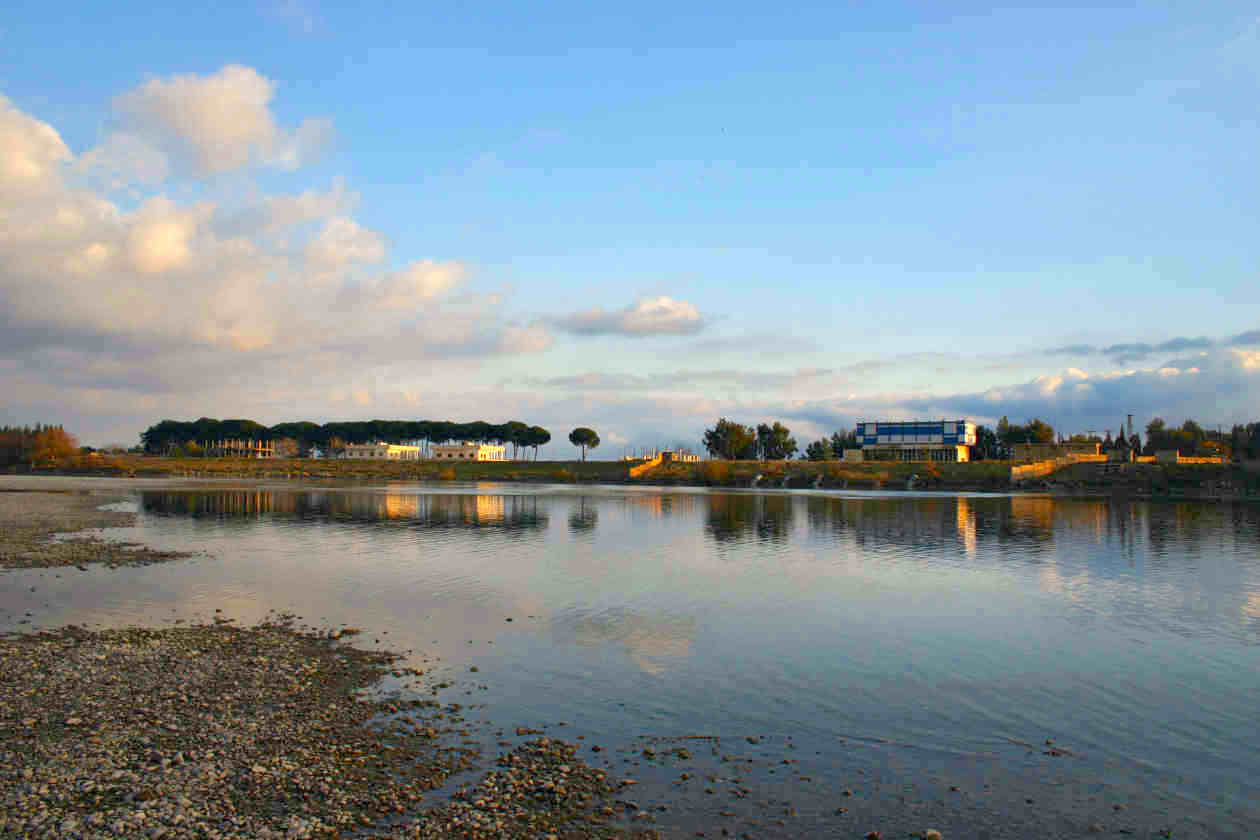
The Euphrates at Ar-Raqqah
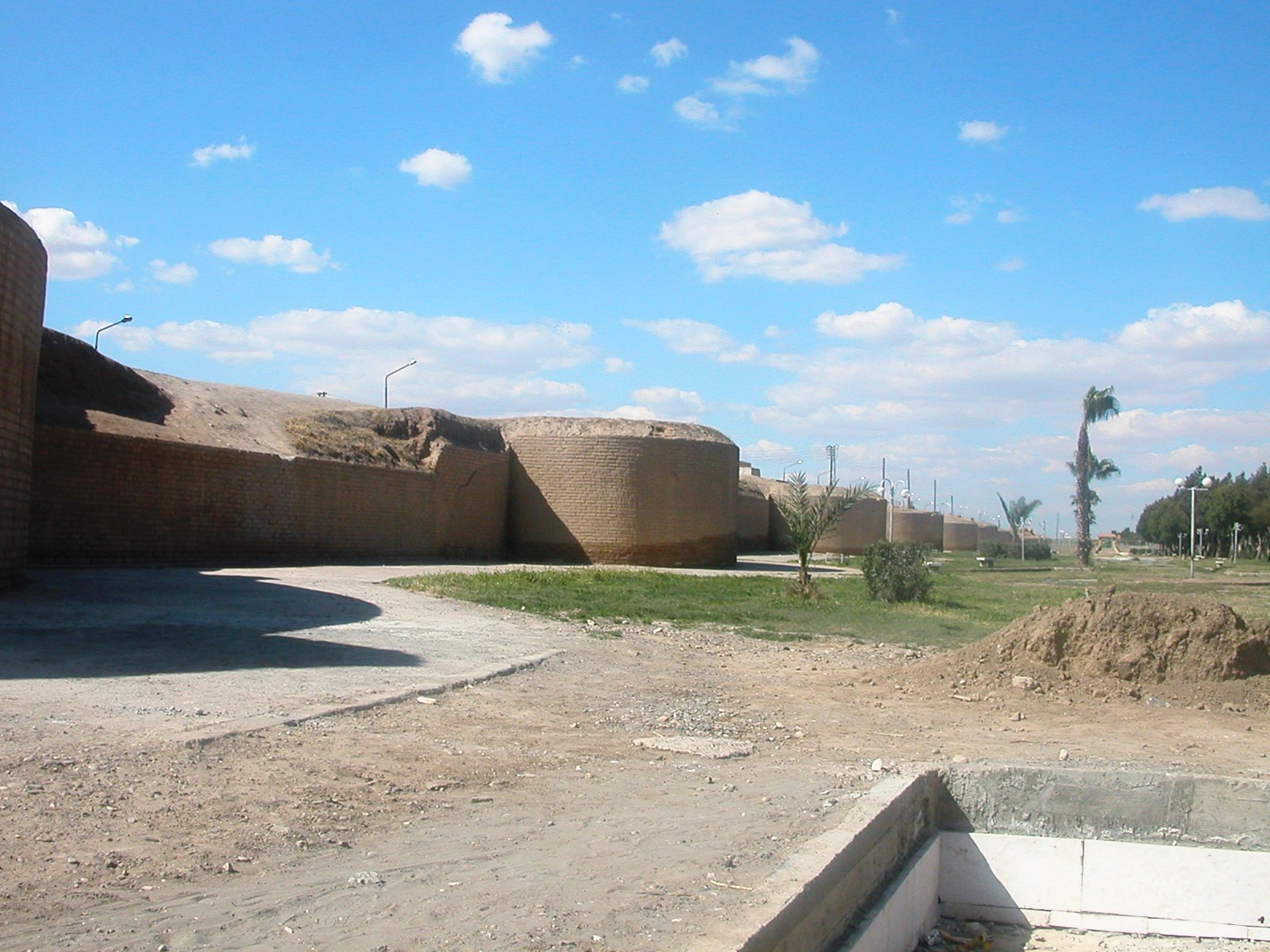
The fortified walls of the city
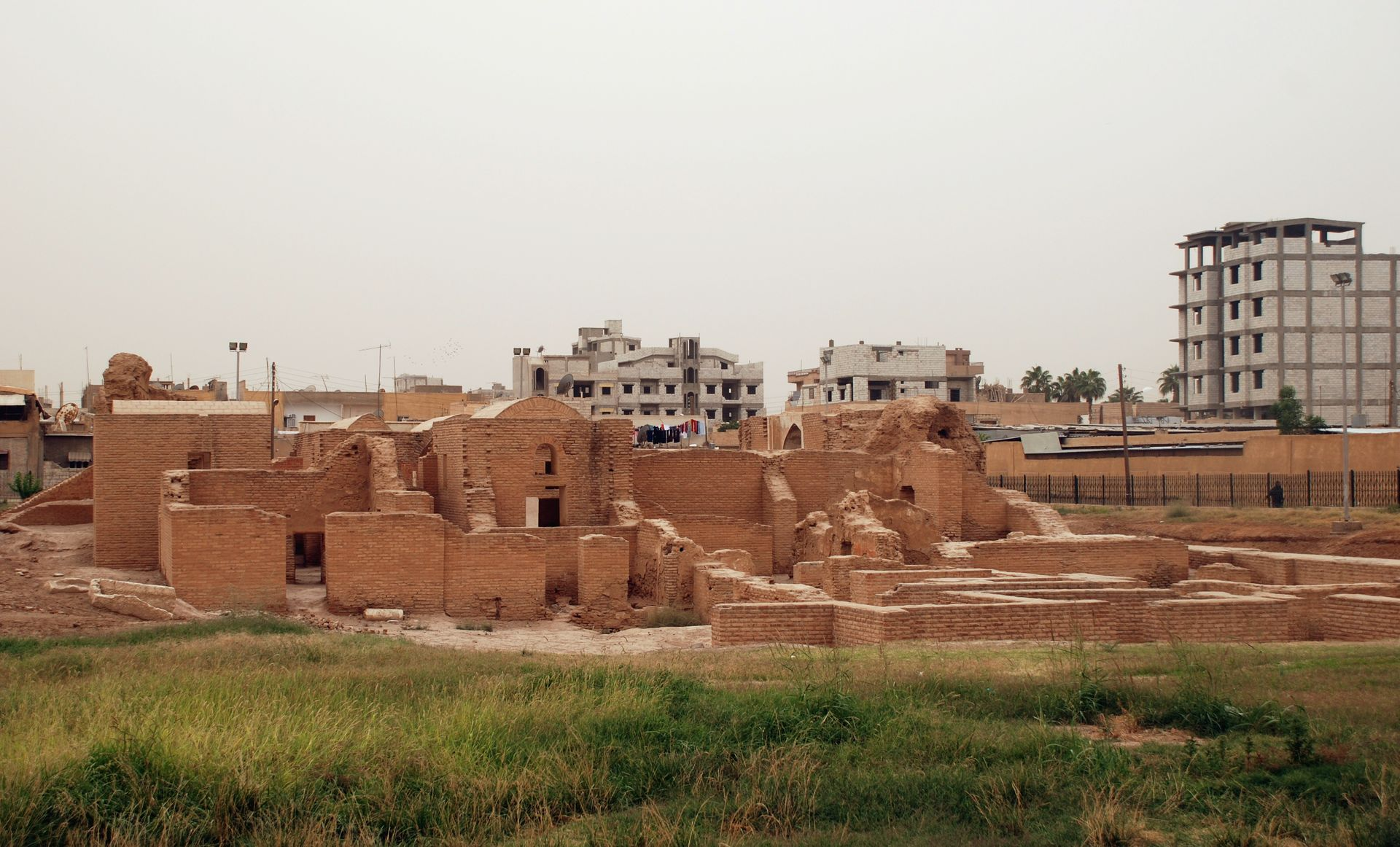
The archiological site of Qasr al-Banat